# Collegio uninominale Lombardia 1 - 03 (2017)
Il collegio elettorale uninominale Lombardia 1 - 03 è stato un collegio elettorale uninominale della Repubblica Italiana per l'elezione della Camera tra il 2017 ed il 2022.

## Territorio
Come previsto dalla legge elettorale italiana del 2017, il collegio era stato definito tramite decreto legislativo all'interno della circoscrizione Lombardia 1.
Era formato dal territorio di 16 comuni: Arese, Baranzate, Barlassina, Bollate, Ceriano Laghetto, Cesate, Cogliate, Garbagnate Milanese, Lainate, Lazzate, Lentate sul Seveso, Limbiate, Meda, Misinto, Novate Milanese, Solaro.
Il collegio era quindi compreso tra la città metropolitana di Milano e la provincia di Monza e della Brianza.
Il collegio era parte del collegio plurinominale Lombardia 1 - 02.

## Eletti
| Elezione | Elezione | Deputato      | Gruppo parlamentare    |
| -------- | -------- | ------------- | ---------------------- |
|          | 2018     | Andrea Crippa | Lega - Salvini Premier |

## Dati elettorali

### XVIII legislatura
Come previsto dalla legge elettorale, 232 deputati erano eletti con sistema a maggioranza relativa in altrettanti collegi uninominali a turno unico.
| Candidati              | Candidati               | Voti    | %     | Liste                           | Voti    | %     |
| ---------------------- | ----------------------- | ------- | ----- | ------------------------------- | ------- | ----- |
|                        | Andrea Crippa ✔️ Eletto | 68 514  | 42,90 | Lega                            | 40 778  | 25,53 |
| Forza Italia           | Andrea Crippa ✔️ Eletto | 68 514  | 42,90 | 21 289                          | 13,33   |       |
| Fratelli d'Italia      | Andrea Crippa ✔️ Eletto | 68 514  | 42,90 | 5 249                           | 3,29    |       |
| Noi con l'Italia - UDC | Andrea Crippa ✔️ Eletto | 68 514  | 42,90 | 1 198                           | 0,75    |       |
|                        | Michaela Piva           | 42 987  | 26,91 | Movimento 5 Stelle              | 42 987  | 26,91 |
|                        | Giancarla Marchesi      | 39 345  | 24,63 | Partito Democratico             | 33 616  | 21,05 |
| +Europa                | Giancarla Marchesi      | 39 345  | 24,63 | 4 442                           | 2,78    |       |
| Italia Europa Insieme  | Giancarla Marchesi      | 39 345  | 24,63 | 850                             | 0,53    |       |
| Civica Popolare        | Giancarla Marchesi      | 39 345  | 24,63 | 437                             | 0,27    |       |
|                        | Giovanna Pranio         | 4 648   | 2,91  | Liberi e Uguali                 | 4 648   | 2,91  |
|                        | Lorenzo Cavalli         | 1 439   | 0,90  | CasaPound                       | 1 439   | 0,90  |
|                        | Giovanni Bergamini      | 1 221   | 0,76  | Potere al Popolo!               | 1 221   | 0,76  |
|                        | Maria Rosaria Ferraresi | 630     | 0,39  | Il Popolo della Famiglia        | 630     | 0,39  |
|                        | Matteo Mottini          | 464     | 0,29  | 10 Volte Meglio                 | 464     | 0,29  |
|                        | Ciro Attanasio          | 339     | 0,21  | Per una Sinistra Rivoluzionaria | 339     | 0,21  |
|                        | Antonio Iosso           | 133     | 0,08  | PRI - ALA                       | 133     | 0,08  |
| Totale                 | Totale                  | 159 720 | 100   |                                 | 159 720 | 100   |
|                        |                         |         |       |                                 |         |       |
| Voti non validi        | Voti non validi         | 4 476   | 2,73  |                                 |         |       |
| Votanti                | Votanti                 | 164 196 | 76,65 |                                 |         |       |
| Elettori               | Elettori                | 214 204 |       |                                 |         |       |